# Registracijske oznake za cestovna vozila u Sjevernoj Makedoniji
Automobilske registracijske oznake u Sjevernoj Makedoniji sastoje se od plave vrpce u lijevom dijelu ploče stoji međunarodni kod MK, pozivni broj s dva slova, pravokutni okvir u kojem upisane pozivni broj i dvosmislena alfa broj na ćirilici, četiri brojčanog koda i dvosmislenim alfa kod. (Npr.: SK █ 1234 AA).

 Nove registracijske tablice su počele da se izdaju od 20. veljače 2012., najprije u Skoplju, a potom i u drugim gradovima. Trošak od novih ploča je kao i prije 1.200 denara i na taj način građani nisu dužni mijenjati stare.

## Registracijske oznake automobila
S najnovijim izmjenama i dopunama Uredbe o registraciji regije od 19. prosinca 2012. koja je stupila na snagu 1. ožujka 2013., u Sjevernoj Makedoniji ima 23 registracijskih regija. U tablici se redaju po latiničnom kodu:
| Kod | Regija        | Općine pokrivene kodom                                                                 | Izgled |
| --- | ------------- | -------------------------------------------------------------------------------------- | ------ |
| BE  | Berovo        | Berovo, Pehčevo                                                                        |        |
| BT  | Bitolj        | Bitolj, Demir Hisar, Kruševo, Mogila, Novaci                                           |        |
| DE  | Delčevo       | Delčevo, Makedonska Kamenica                                                           |        |
| GE  | Gevgelija     | Gevgelija, Bogdanci, Valandovo, Dojran                                                 |        |
| GV  | Gostivar      | Gostivar, Vrapčište, Mavrovo i Rostuša                                                 |        |
| KA  | Kavadarci     | Kavadarci, Rosoman                                                                     |        |
| KI  | Kičevo        | Kičevo, Makedonski Brod, Plasnica                                                      |        |
| KO  | Kočani        | Kočani, Zrnovci, Češinovo-Obleševo                                                     |        |
| KP  | Kriva Palanka | Kriva Palanka, Rankovce                                                                |        |
| KU  | Kumanovo      | Kumanovo, Kratovo, Lipkovo, Staro Nagoričane                                           |        |
| NE  | Negotino      | Negotino, Demir Kapija                                                                 |        |
| OH  | Ohrid         | Ohrid, Debarca                                                                         |        |
| PP  | Prilep        | Prilep, Dolneni, Krivogaštani                                                          |        |
| RA  | Radoviš       | Radoviš, Konče                                                                         |        |
| RE  | Resen         | Resen                                                                                  |        |
| SK  | Skoplje       | Skoplje, Aračinovo, Zelenikovo, Ilinden, Petrovec, Sopište, Studeničani, Čučer-Sandevo |        |
| SN  | Sveti Nikole  | Sveti Nikole, Lozovo                                                                   |        |
| SR  | Strumica      | Strumica, Bosilovo, Vasilevo, Novo Selo                                                |        |
| ST  | Štip          | Štip, Probištip, Karbinci                                                              |        |
| SU  | Struga        | Struga, Debar, Centar Župa                                                             |        |
| TE  | Tetovo        | Tetovo, Bogovinje, Brvenica, Želino, Jegunovce, Tearce                                 |        |
| VE  | Veles         | Veles, Gradsko, Čaška                                                                  |        |
| VI  | Vinica        | Vinica                                                                                 |        |
| VV  | Vevčani       | Vevčani                                                                                |        |

## Nevažeće registracijske oznake
| Oznaka | Mjesto      | Bilješke                                                    |
| ------ | ----------- | ----------------------------------------------------------- |
| TV     | Titov Veles | Zamijenjen s VE (Veles) kada je spomenuti grad preimenovan. |

## Ostale tablice
- Diplomatske tablice se sastoje od: doslovnom kod države (MK), numerički kod državne ili inozemne organizacije, slova CD, serijski broj i godina izdavanja.

## Galerija
- Stara tablica za Skoplje (SFRJ)
- Diplomatska tablica francuskog konzulata u Makedoniji)
- Policijske tablice (naprijed i nazad)
- Probna hartija registarskih oznaka iz Skoplja
- Tablica za vozila Makedonske vojske
- Stara registracijska tablica za Skopje za nemakedonske državljane
- Tablica za američka diplomatska vozila
- Predstavništvo "Proxima" u Makedoniji
- Stara tablica za traktorske prikolice
- Stara poljoprivredna tablica za Bitolj
- Stara traktorska tablica za Veles
- Međunarodna oznaka Republike Makedonije
- Tablice za jugoslavensku miliciju
- Stara tablica za Prilep